# Vjera Zlatar-Montan
Vjera Zlatar Montan (Antofagasta, 7. travnja 1926.) je čileanska povjesničarka i arheologica hrvatskog podrijetla. 

## Životopis
Rodila se je 1926. u obitelji hrvatskih doseljenika. Studirala u Hrvatskoj, gdje je diplomirala (1969.) i magistrirala na Filozofskom fakultetu u Zagrebu.
Radila je kao istraživačica u Arheološkom institutu sveučilišta u Antofagasti.
Pisala je o useljavanju Hrvata u Čile, u pokrajinu Tarapacu za vrijeme 19. i 20. stoljeća. Napisala je i knjigu o doseljavanju Hrvata na čilski sjever Raíces croatas en la Región de Antofagasta 1994., Inmigración Croáta en Antofagasta 2008., zatim Quatro ceramios precolombinos. Diplomirala je 1969. na antičkim brončanim kipovima u splitskom Arheološkom muzeju a magistrirala 1981. na stilovima keramografije mlađeg kamenog doba.
Objavila je i djelo zajedno s Hrvojem Ostojićem Perićem (čelni Hrvatskog doma u Iquiqueu) o Povljima i iseljavanju Povljana na sjever Čilea De la Bura a la Camanchaca: historia de Povlja y de sus emigrantes al Norte de Chile.
U arheologiji istraživala je u Čileu i Hrvatskoj. U Čileu to je bila tihooceanska obala sj. Čilea i ušće rijeke Loe, a u Hrvatskoj Vučedol, Knin, Šibenik, Danilo Gornji i ina.

## Vanjske poveznice
- Hrvatska matica iseljenika[neaktivna poveznica] Splićani obišli čileanske Hrvate